# Държавен архив – Видин
Държавен архив – Видин е отдел в дирекция „Регионален държавен архив“ – Монтана.

## Дейност
В него се осъществява подбор, комплектуване, регистриране, обработване, съхраняване и предоставяне за използване на определените за постоянно запазване документи на областната администрация, на общините на територията на Видинска област, на териториалните структури на държавните органи и на други държавни и общински институции, организации и значими личности от местно значение, както и научно-методическото ръководство и контрол на организацията на работата с документите в деловодствата и учрежденските архиви, тяхното опазване и използване.
Към архива функционират читалня, библиотека, изложбена зала. В научно-справочната библиотека са заведени 4860 тома специализирана литература по история, архивистика и други области на науката, речници, енциклопедии, справочници, пътеводители, каталози, документални сборници и периодични издания от Възраждането до наши дни.

## История
Архивът е създаден през 1960 г. в резултат на административно-териториалната реформа от 1959 г. като отдел на Окръжно управление на МВР – Видин на основата на Указ № 515 на Президиума на Народното събрание и ПМС № 344 от 18.04.1952 г. От 1961 г. е на административно подчинение на Окръжен народен съвет – Видин, от 1988 г. е в структурата на Община Видин. През 1992 г. преминава на пряко административно подчинение на Главно управление на архивите при Министерски съвет. От 1978 г. получава статут на дирекция, а през 2010 г. е преструктуриран в отдел. От 2000 година архивът се помещава в училищна сграда, построена през 1925 г. и преустроена за нуждите на архива.

## Фонд
Първите постъпления на архивни фондове са предадени от Държавен архив – Враца, комплектувани преди промяната на административно-териториалното деление на страната през 1959 г. и създаването на архива във Видин. През 1994 г. е приет фондовият масив на ОК на БКП, възлизащ на 378 фонда с 12757 архивни единици, 1309 спомена, 943 частични постъпления и 3156 снимки.
Общата фондова наличност на архива към 1 януари 2017 г. възлиза на 1462,49 линейни метра с 2194 архивни фонда (1994 учрежденски и 200 лични) и общ брой 181 174 архивни единици, 1226 частични постъпления и 1584 спомена. Застрахователният фонд се състои от 417 313 кадъра.

## Ръководители
През годините ръководители на архива са:
- Петър Пешев (1960 – 1964)
- Галя Младенова (1964 – 1966)
- Емил Маринов (1966 – 1968)
- Димитър Попов (1968 – 1991)
- Лиляна Димитрова (1991 – 2003)
- Цветана Цолова (2003 – 2012)
- Светлана Кръстева (2012 – )

## Отличия и награди
Архивът е награден през 1985 г. с орден „Кирил и Методий“ – ІІ степен.